# John Mealey
John Mealey (31 ottobre 1968) è un dirigente sportivo ed ex sciatore alpino canadese.

## Biografia

### Carriera sciistica
Discesista puro originario di Sault Sainte Marie, in Coppa del Mondo ottenne 16 piazzamenti tra la 16ª e la 20ª posizione tra la stagione 1989-1990 e la stagione 1990-1991, conquistò l'unico piazzamento a punti il 6 marzo 1992 a Panorama (30º) e prese per l'ultima volta il via il 5 marzo 1994 ad Aspen (53º); si ritirò durante la stagione 1995-1996 e la sua ultima gara fu uno slalom speciale FIS disputato il 25 febbraio a Craigleith. Non prese parte a rassegne olimpiche o iridate.

### Carriera dirigenziale
Dopo il ritiro è stato presidente della federazione sciistica dell'Ontario e responsabile dell'organizzazione di alcune gare di Nor-Am Cup.

## Palmarès

### Coppa del Mondo
- Miglior piazzamento in classifica generale: 153º nel 1992

### Coppa Europa
- Alcuni podi[2]

### Nor-Am Cup
- Alcuni podi[2]

### Campionati canadesi
- 1 medaglia (dati parziali fino alla stagione 1994-1995)[4]:
  - 1 oro (discesa libera nel 1993)